# Каирская телебашня
Каирская телебашня (араб. برج القاهرة‎) — свободно стоящая бетонная телевизионная вышка в городе Каир, Египет. Находится в центре города в районе Замалик на острове Джезира. Высота башни — 187 метров, то есть она на 43 метра выше, чем знаменитая пирамида Хеопса, расположенная в 15 километрах к юго-западу от башни. Телебашня является одной из доминант Каира.
Башня была построена в период с 1956 по 1961 годы. Дизайн башни напоминает цветок лотоса. На вершине находится смотровая площадка и вращающийся ресторан.

## История
Башня была построена в период с 1956 по 1961 годы. История создания этой башни уникальна. В  1952 году в результате революции в стране пришли к власти просоветски и патриотически настроенные офицеры во главе с Мухаммедом Нагибом (через год смещённым) и сменившим его Гамаль Абдель Насером. В середине 50-х резидент ЦРУ в Каире Коупленд, чтобы подкупить Насера, передал 2 999 990 долларов США члену Совета руководства революцией Хасану Тухами, однако тот побоялся отдавать эти деньги напрямую Насеру и отдал их генералу Нагибу, что вызвало гнев Насера, известного своей непримиримой позицией по отношению к коррупции. По его решению деньги были изъяты у генерала Нагиба и переданы в распоряжение Совета руководства революцией. На заседании Совета рассматривались разные предложения, как потратить эти деньги, например, установить памятник в виде Сфинкса с огромным носом (намёк на то, что американцы остались с носом), приложенным к нему большим пальцем и остальными четырьмя пальцами, глядящими в небо. В результате, по предложению Насера, было решено построить телебашню такой высоты, чтобы она была видна со всех концов Каира. Впоследствии Насер любил шутить, что "ЦРУ попало пальцем в небо".

## Галерея
- Вид на башню ночью
- Вид с башни
- Вечерний вид с башни
- Вид с башни